# Zatoka Leyte
Zatoka Leyte (ang. Leyte Gulf) – zatoka na Filipinach położona po wschodniej stronie wyspy Leyte, w bezpośrednim sąsiedztwie Morza Filipińskiego na Oceanie Spokojnym. Od północy granicę zatoki wyznacza wyspa Samar, którą po zachodniej stronie oddziela od wyspy Leyte wąska Cieśnina San Juanico. Południową granicę wyznacza wyspa Dinagat oraz oddzielone od Leyte przez cieśninę Surigao północno-wschodnie wybrzeże Mindanao. Od wschodu oddzielają częściowo od Morza Filipińskiego wyspy Homonhon i Suluan. Zatoka rozciąga się na około 130 km (północ-południe) i 60 km (wschód-zachód). Zatoka Leyte była także miejscem największej bitwy morskiej II wojny światowej: bitwy morska o Leyte.